# Кувињон
Кувињон (фр. Couvignon) је насељено место у Француској у региону Шампањ-Арден, у департману Об.
По подацима из 2011. године у општини је живело 213 становника, а густина насељености је износила 15,86 становника/km².

## Демографија
| 1962. | 1968. | 1975. | 1982. | 1990. | 2011. |
| ----- | ----- | ----- | ----- | ----- | ----- |
| 232   | 228   | 222   | 248   | 232   | 213   |